# Cantone di Quinindé
Il Cantone di Quinindé è un cantone dell'Ecuador che si trova nella Provincia di Esmeraldas.
Il capoluogo del cantone è Rosa Zárate.